# Lerema accius
Lerema accius är en fjärilsart som beskrevs av Smith 1797. Lerema accius ingår i släktet Lerema och familjen tjockhuvuden. Inga underarter finns listade i Catalogue of Life.

## Bildgalleri

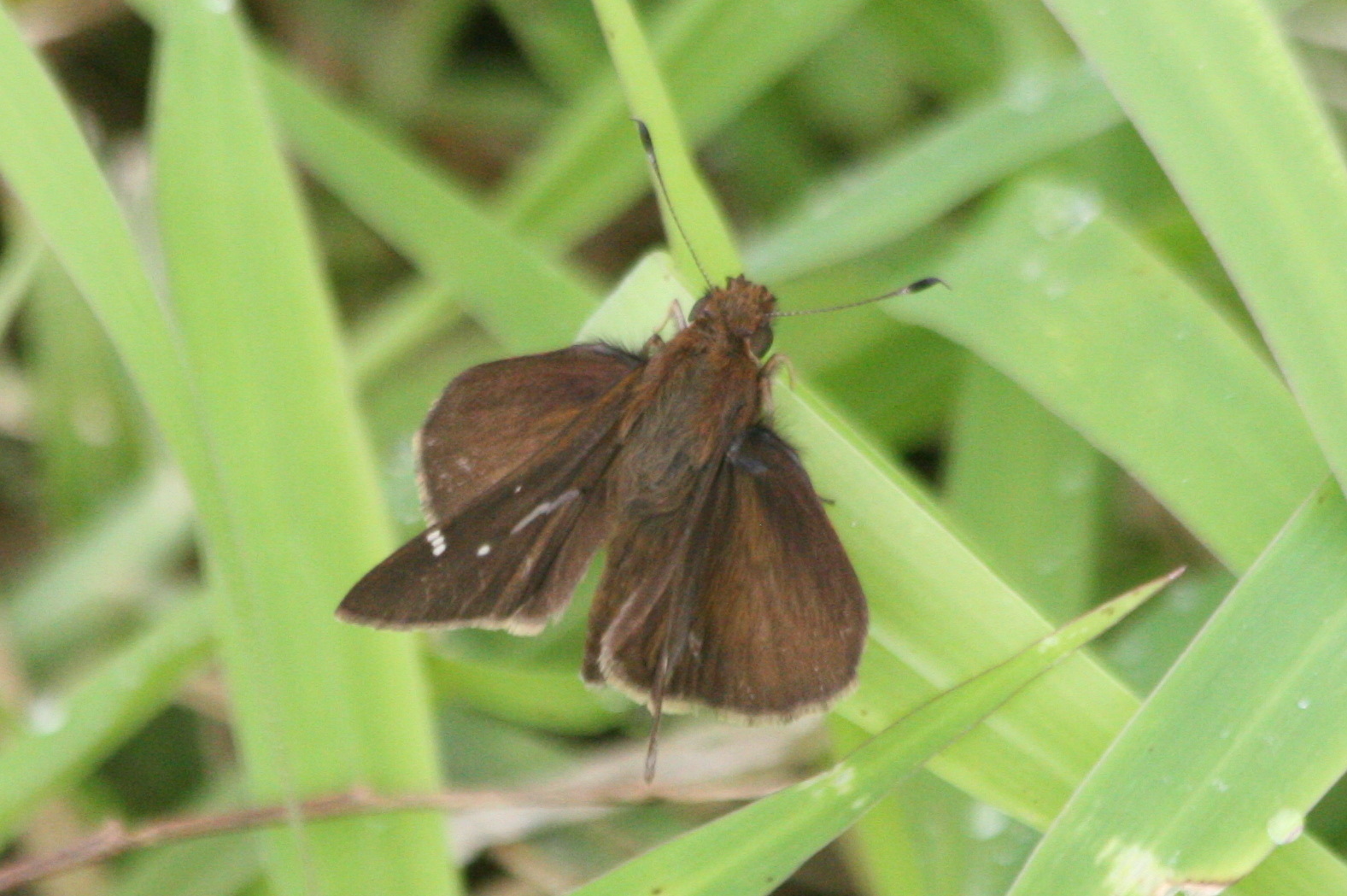
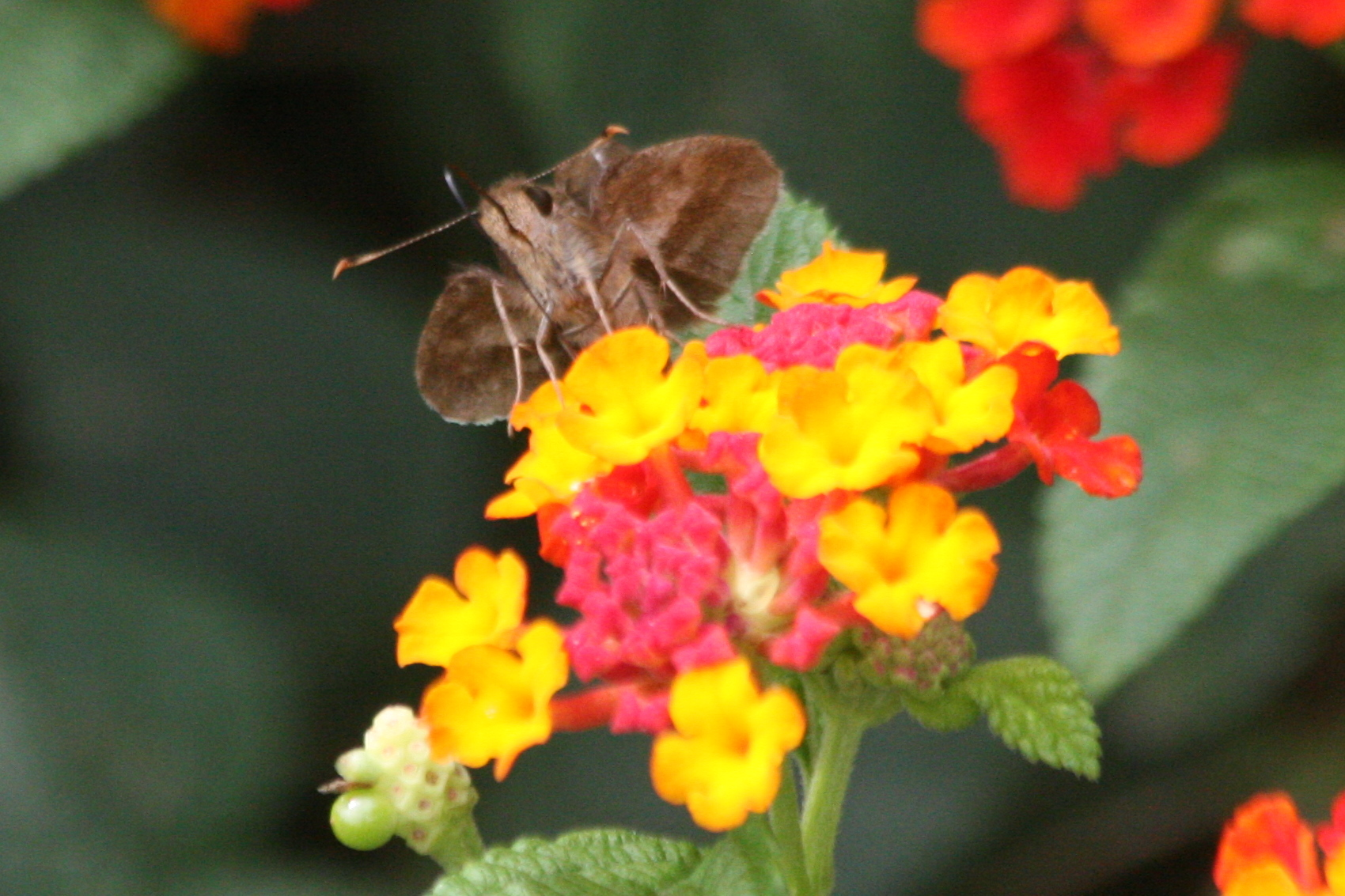
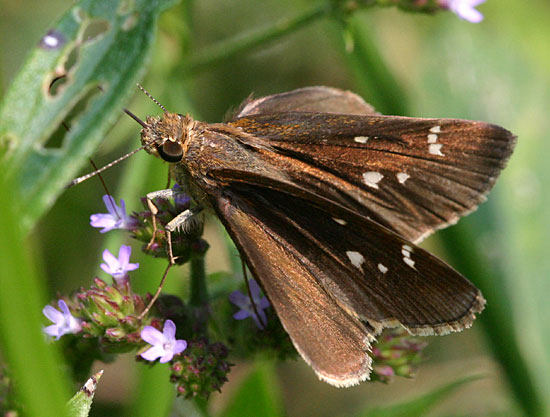
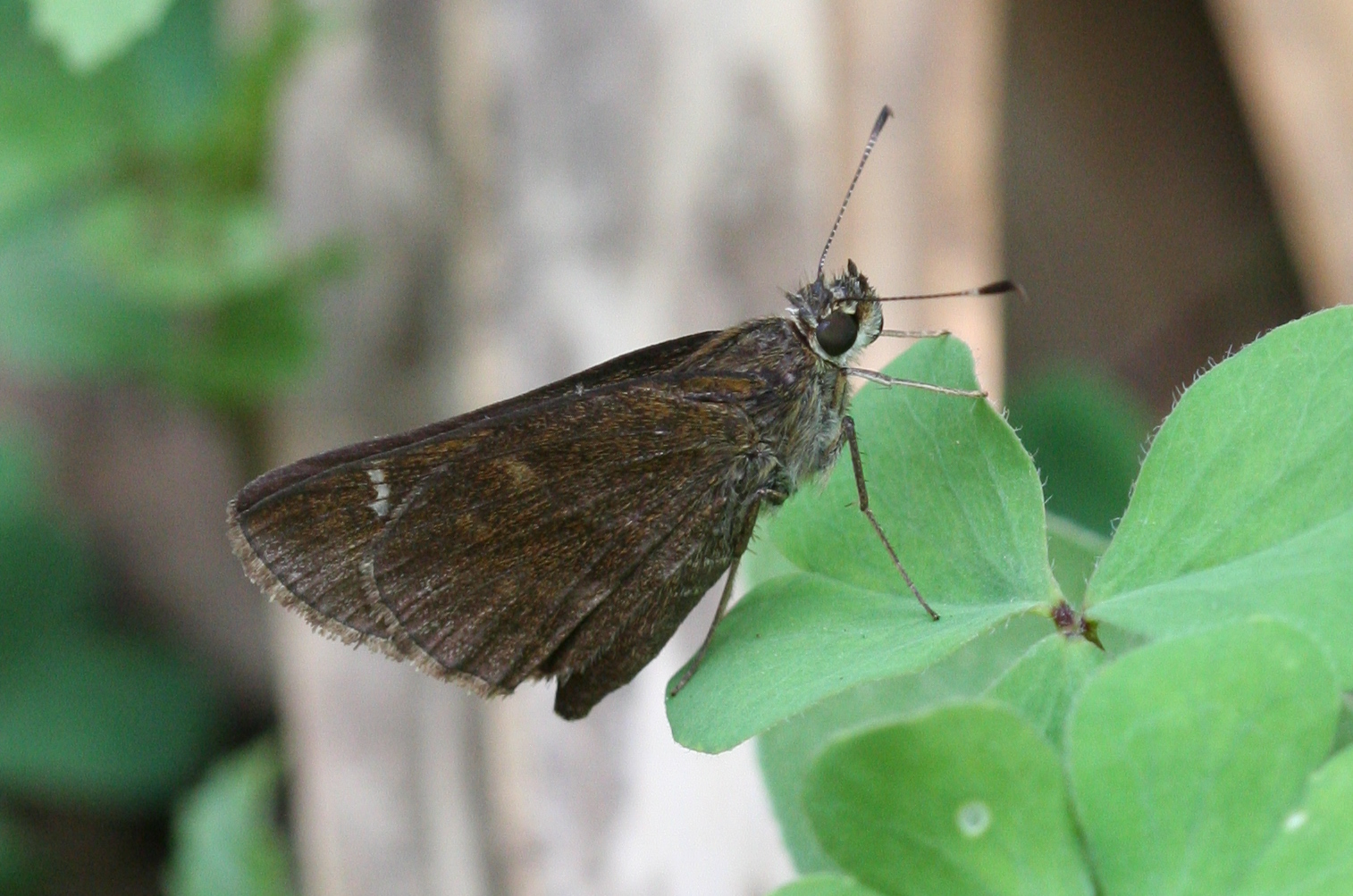
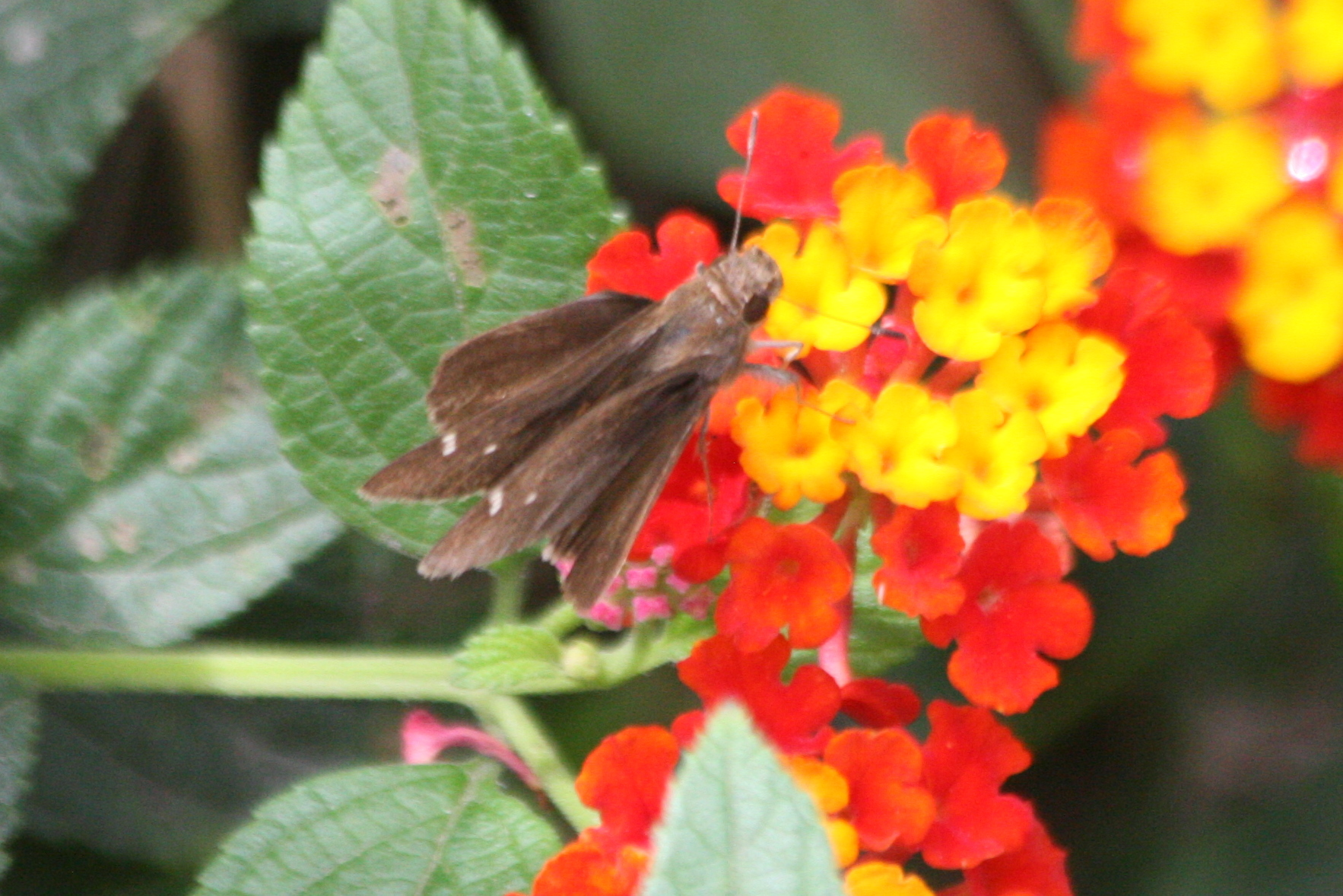
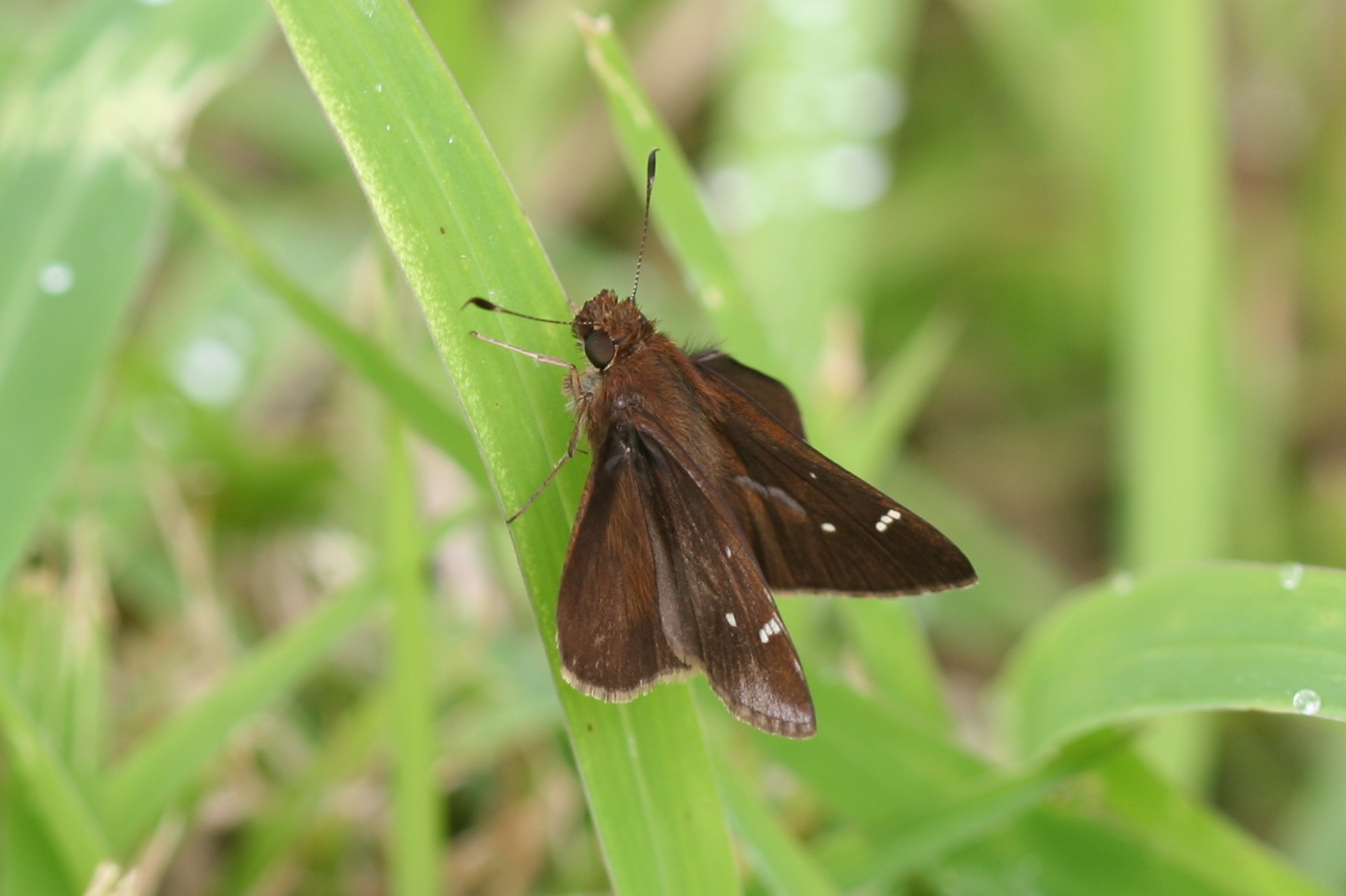